# 勾陳一
勾陳一（α UMi / 小熊座α）是小熊座內最亮的恆星系統，總共有三顆。它非常靠近天球北極（在2006年相距僅42′），是地球現在的北極星。

## 物理性質
勾陳一是三合星的系統，主星（勾陳一A）是一顆大的黃色造父變星，有一顆明亮的黃矮星（勾陳一B）在2400AU的距離上環繞著。勾陳一B早在1780就被威廉·赫歇爾看見，能夠用現代的小望遠鏡觀察到。在1929年，發現勾陳一A是一顆分光雙星，有一顆非常靠近的矮伴星（稱為小熊座Pα、小熊座aα、或小熊座Abα）。在2006年1月，從NASA公佈的哈伯太空望遠鏡圖片中可以同時看見勾陳一三合星中的這三顆星。最靠近的矮星距離勾陳一A只有18.5AU，大約是太陽至天王星的距離，這也足以解釋為何會掩蓋在勾陳一A的光芒下了。
依據依巴谷衛星的測量，勾陳一與地球之間的正確的距離是431光年。進一步的詳細資料說明勾陳一A是一顆F7的超巨星（Ib）或亮巨星（II）。兩顆較小的伴星：勾陳一B是屬於恆星分類中F3V的主序星，以2,400AU的距離公轉；勾陳一C則以非常靠近的18.5AU的距離公轉。最近的觀測更顯示勾陳一可能是個由A和F型恆星組成，但已經潰散的疏散星團的一部分。
勾陳一是屬於第一星族造父變星的巨星（因為它的高銀緯一度曾經被認為是第二星族），因為造父變星是測量距離時很重要的標準燭光，勾陳一因為距離很近而被密集的研究。大約在1900年，它的光度以3.97天的週期，以平均光度的±8%（大約是0.15星等）變化；但是在20世紀振幅很快的下滑，在1990年代中，變化量只有1%，並且維持著這樣的幅度。在同一時期，勾陳一的平均亮度增加了15%，周期也每年增加大約8秒鐘。
在近期的《科學》雜誌報道，勾陳一現在的光度已經是托勒密觀察時的2.5倍（現在是2等星，而在古代是3等星）。天文學家愛德華裘那（Edward Guinan）認為這個變化速率的紀錄是出人意料的，他說：「如果這些是真的，這個速率的變動是百倍於理論所預測的恆星演化。」

## 北極星
因為勾陳一幾乎就在地球自轉軸定義的北極點的正上方——北天極的位置上，因此在天空中幾乎是不動的點，而所有在北半球的恆星看似都繞著他在旋轉，因此他是在天文導航和天體測量上很好的測量定點，在上古亞述時代的黏土板上也找到了實際的證據。在現代，勾陳一距離北極只有0.7°（是月球直徑的1.4倍），在一恆星日當中可以兩次正確的指示出正北的方位，其他的時間也可以指示出概略的方向，只要查表修正或用經驗法則就可以定出北方。

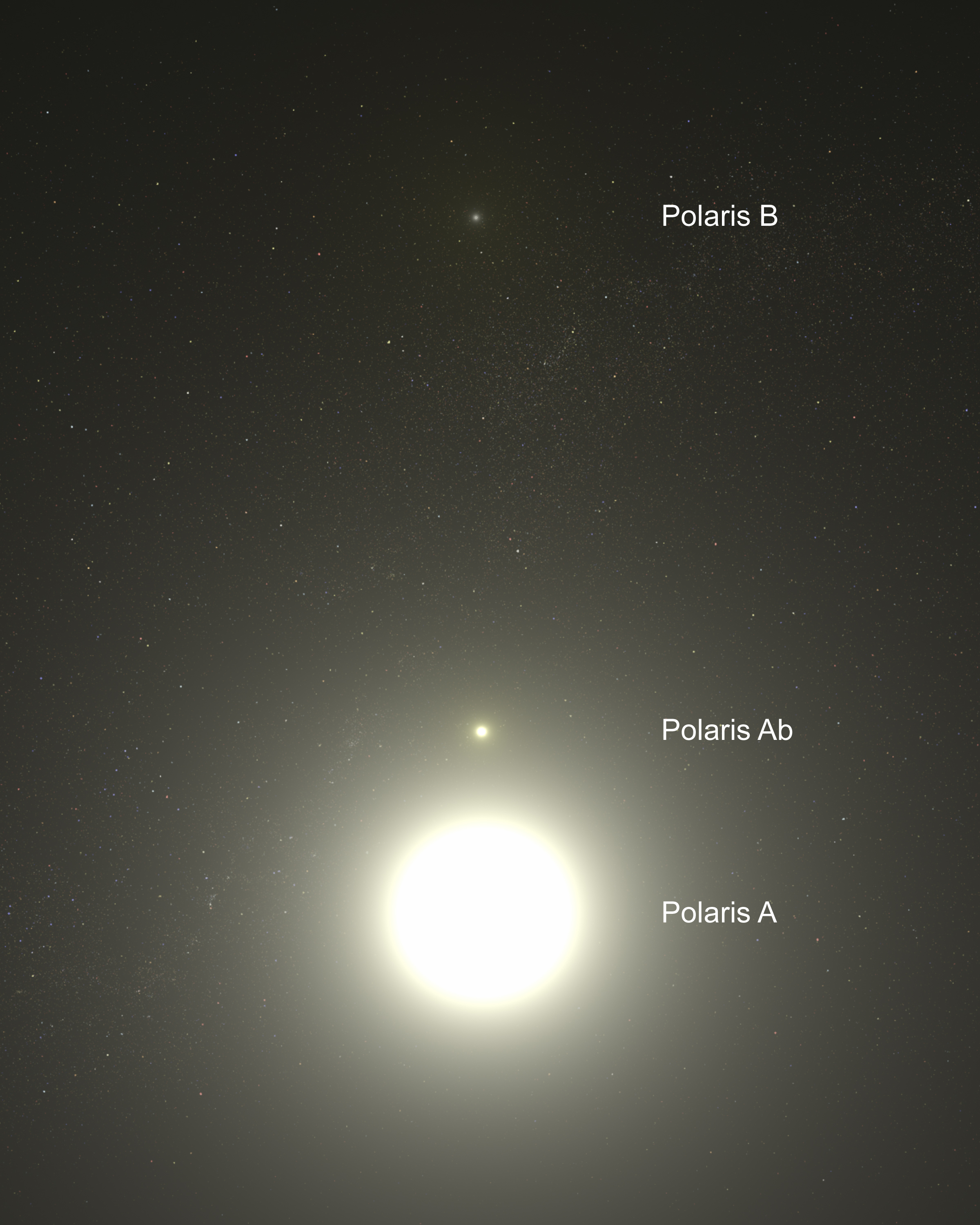
藝術家概念下的北極星系統。

由於分點歲差，勾陳一不會永遠都是北極星。在數萬年間，進動會使地球的自轉軸指向天空中不同的區域，軌跡成為一個圓環。圍繞著這個圓圈的其他恆星，包括右樞、織女，在過去或未來都可以成為北極星。在不久的未來，勾陳一會成為更稱職的北極星，與北極點的距離將在2100年達到最小值（小於0.5°以下）。
在北半球，利用北斗七星杓口的天樞與天璇，被稱為指極星的大熊座α星和β星，連線延伸，可以很容易的找到勾陳一；也可以利用仙后座主要的恆星構成的「W」形狀來尋找。除了在赤道附近的高處，在南半球是看不見北極星的。
北極星的頭銜提高了勾陳一的聲望，常使人誤以為他是天空中最亮的恆星。由於勾陳一附近沒有相近的亮星，因此相對於鄰近的恆星是比較明亮的。他的亮度在全天排名第48，不能算是很亮的星。在天空最亮的恆星（除了太陽之外）是天狼星（參考冬天的天空和恆星亮度列表）。
沒有南極星，裸眼能看見最靠近南極的是黯淡的南極座σ，但有人直接稱他為南極星，不過明亮的南十字座可以準確的指出天球南極點的方向。

## 距離
| 年份 | 距離ly（pc）     | 註解               |
| ---- | ---------------- | ------------------ |
|      | 433 ly（133 pc） | 依巴谷衛星         |
| 2006 | 330 ly（101 pc） | 特納               |
| 2008 | 359 ly（110 pc） | Usenko & Klochkova |
| 2012 | 323 ly（99 pc）  | 特納等人           |

恆星視差的單位是秒差距，這是天體到太陽距離視差角度的倒數。（1天文單位和1秒差距是不同的尺度，1秒差距 = 206,265天文單位。）

許多最近的論文計算出北極星的距離大約是434光年（133秒差距），認同伊巴谷天測衛星的測量值。較舊的估計值則往往更為接近100光年（只有323光年/99秒差距）。北極星是最靠近地球的造父變星，他的物理參數對宇宙距離階梯是很重要的關鍵基礎，它也是唯一能以動態測量的質量。
依巴谷衛星在1989年至1993年使用恆星視差測量天體的距離，其精確度達到0.97毫角秒（970微角秒），能夠準確測量1,000秒差距以內天體的距離。儘管依巴谷衛星有著天體測量上的優勢，但是還是有些研究質疑其所測得的北極星距離數據，因為北極星不僅是一顆造父變星，還是聯星
下一部的高精度視差測量將由蓋亞來執行，這是在2013年12月19日發射升空的天測衛星，恆星視差的精確度將達到20奈米秒角，在8,000秒差距（26,000光年）內的天體距離誤差將少於10%。蓋亞雖然不能測量像北極星這樣明亮的天體，但可以測量同一個星協內其他成員的距離，藉以確定銀河系內一般的距離尺度。在較遠的距離上，電波望遠鏡可以準確的測量出視差，但需要有緻密電波源天體與恆星聯繫在一起，通常只能對低溫的超巨星或是有星周環輻射出微波激射（masers）的天體進行測量。

## 文化
- 在占星術，勾陳一是15顆貝赫尼安恆星之一(behenian為阿拉伯語根"root"根源之意，Behenian fixed stars即固定基本星宿之意)，他的符號是。

- 在印度的神話中，陀樓婆（英语：Dhruva）王子受到尊貴的毗濕奴保佑成為永恆存在和榮耀的北極星（在梵文有陀樓婆月站，類似中國的二十八宿，的意思是「不动、坚固、恒常」）。陀樓婆的生平，在印度是常被用來教導兒童要堅持不懈、熱忱、踏實和無畏的故事，见於《薄伽梵往世书》中。

## 外部連結
- 勾陳一的資訊
- 勾陳一：天文的軌道、位置和自行 （页面存档备份，存于）
- 哈伯太空望遠鏡的北極星影像 （页面存档备份，存于）

西方：
| 前任者： 帝星和太子 | 北極星 500–3000 | 繼任者： 少衛增八 |

中国：
| 前任者： 北極五 | 北極星 明朝时期–3000 | 繼任者： 少衛增八 |